# ヤストルフ文化

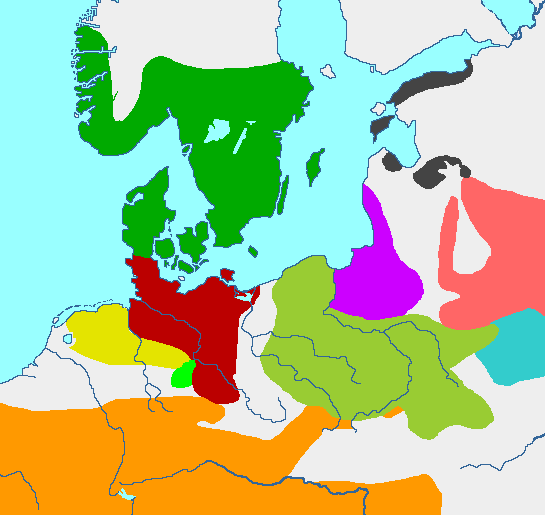
鉄器時代初期のヨーロッパ
エンジ色：ヤストルフ文化（ヤストルフ期）
オリーブ色：ポメラニア文化
オレンジ色：ケルト系の文化群
黄緑色：家形骨壺文化
黄色：ハルプシュテット・ニーンブルク文化群
濃い緑色：北欧青銅器文化
サーモンピンク色:東バルト文化
ライラック色:西バルトケルン文化
ターコイズ色:ミログラド文化
黒:エストニア人のグループ

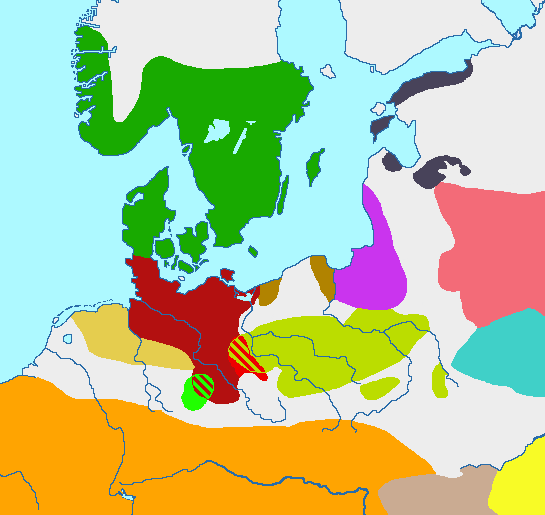
前ローマ時代のヨーロッパ
エンジ色：ヤストルフ文化（リプドルフ期）
オリーブ色：プシェヴォルスク文化
オレンジ色：ケルト系の文化群
黄緑色：家形骨壺文化
黄土色：ハルプシュテット・ニーンブルク文化群
濃い緑色：北欧の諸文化
こげ茶色：オクシヴィエ文化（西と東に分かれているのは間が砂丘地帯で人が長期定住するのが困難なため）

ヤストルフ文化（ヤストルフぶんか、英語：Jastorf culture）は、紀元前7世紀よりドイツ北部から発し、紀元前1世紀にかけてドイツ中部からスカンディナヴィア南部にまで広まった、鉄器時代初期の文化。
ゲルマン祖語の成立した文化と推定されており、ゲルマン語派の各言語に共通する音声的特徴を形作った初めての言語変化は紀元前5世紀にここで起こったという説が有力である。また、ヤストルフ文化は、ハルシュタット文化やラ・テーヌ文化といったケルト語派の系統と推定される文化と接触しており、このことは、ゲルマン語派におけるケルト語派からの様々な借用語の存在を説明している。
ヤストルフ文化は、ヤストルフ期（前7世紀-前4世紀）、リプドルフ期（前4世紀-前150ごろ）、ゼードルフ期（前150年ごろ-前1世紀）の3つの時期に分けられる。ヤストルフ文化の起源となる中核的な地域はニーダーザクセン州東北部、ホルシュタイン地方、メクレンブルクにまたがる一帯。ヤストルフ文化の要素はその特色を弱めながら北はユトランド半島から南部スウェーデンの一部、南はヴェーザー川とアラー川の流域にまで広がった。
この文化の範囲においては少数の家が立ち並んだ小村が点在しており、村どうしは深い森や沼地といった、自然の障害物で互いに隔てられている。これはこの一帯の一連の青銅器文化から続く伝統的な地域共同体の形態。家々はどれも半地下式の木造で、大きさはさまざまであり、幅5メートルほどで1部屋のみの小さなものもあれば、大家族が住むような幅20メートルほどのいわゆる長屋構造のものもある。
混合農業が主な生業で、地域によって小麦栽培が廃れて大麦栽培に取って代わられている。オーツ麦も広く栽培されているが、食用なのか家畜飼料用なのかは不明。雑穀や亜麻の栽培も主な作物。ライ麦の栽培は定かではない。家畜は牛が主で、その他は豚、羊、ヤギ、犬、馬。狩猟も盛んで、アカシカ、オーロックス、イノシシ、ビーバーを主な獲物としていた。発見されている遺跡の大半は墓地で、 青銅製の装飾品などの副葬品が見られる。埋葬には骨壺を用いるが、火葬した遺骨をそのまま埋葬したものもある。日用品や装飾品、および墓の形式などから判断するに、ヤストルフ文化は基本的に同じ地方の青銅器文化から直接発展したものであり、さらに隣接するハルシュタット文化の影響も強く受けている。のちに南部ではラ・テーヌ文化の影響も受けた。このことはゲルマン語派ともケルト語派ともいわれる系統不明の部族連合で、紀元前後より記録に登場するスエビ族の成立と関わりがあると推測される。スエビ族の当初の版図はだいたいこの地域であった。さらには、東方より進出してきたプシェヴォルスク文化の影響をも受けている。